# المعرض الدولي للفلاحة بالمغرب
المعرض الدولي للفلاحة بالمغرب ( SIAM ) هو معرض سنوي يقام في مكناس بحوض أكدال. ويعد هذا المعرض أكبر حدث من نوعه بالمغرب، وأهم لقاء فلاحي بإفريقيا. ويستقطب مئات الآلاف من الزوار كل عام.

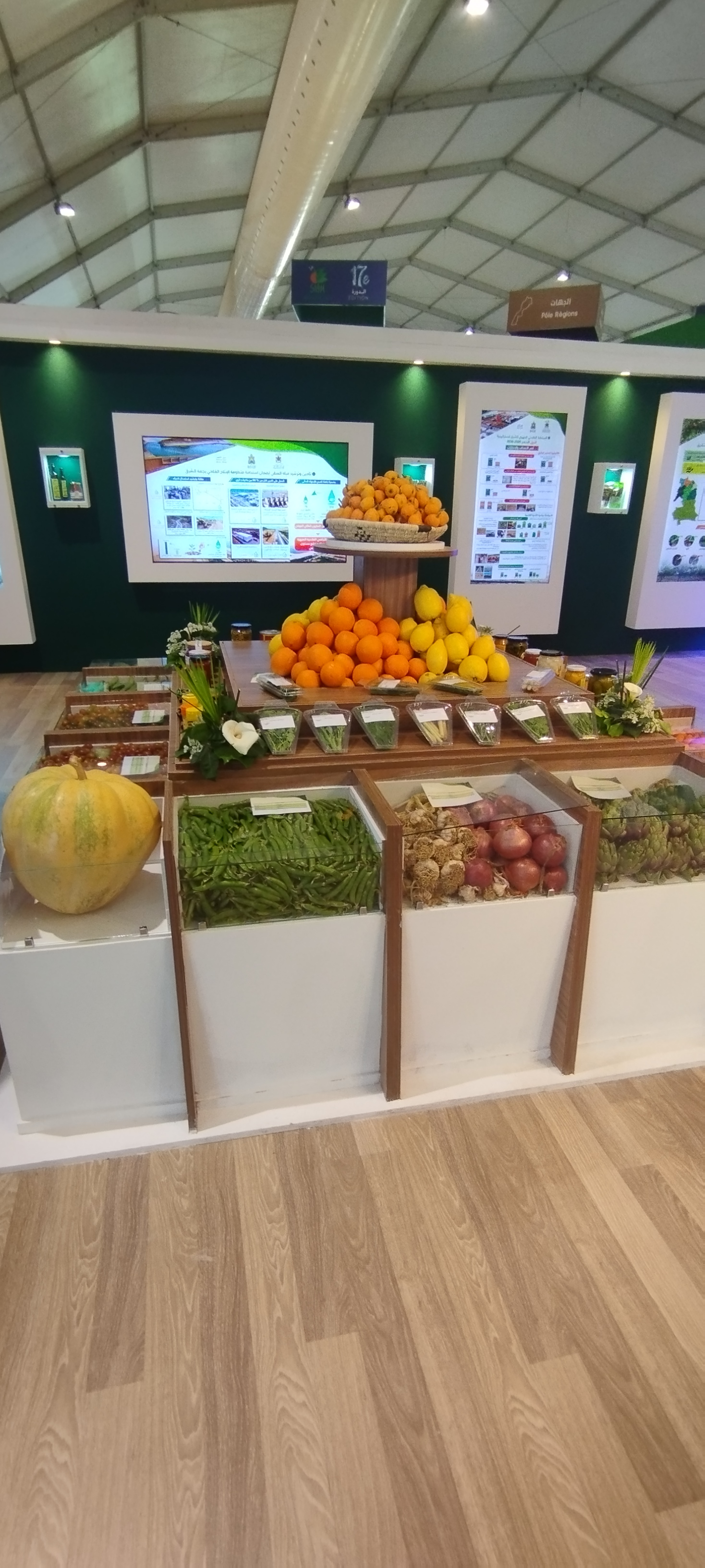

## التاريخ
تم إنشاء المعرض الدولي للفلاحة بالمغرب في عام 2006 تحت قيادة الملك محمد السادس, ليصبح ذا أهمية كبرى في المجال الفلاحي.
يمثل القطاع الزراعي حوالي 14 بالمائة من الناتج المحلي الإجمالي للمغرب (2016). ولذلك أراد المغرب تنظيم حدث يجمع كل المعرفة الزراعية للبلاد. من أجل تعزيز هذا القطاع من خلال تشجيع الشراكات والاستثمارات.
ويريد المعرض الدولي للفلاحة بالمغرب أيضًا أن يكون المروج لمبادرة المغرب الأخضر، التي تم إطلاقها في عام 2008 والتي تمثل إعادة هيكلة شاملة للقطاع الفلاحي. ويتضمن ذلك تحديث وترشيد الفلاحة من أجل استخلاص قيمة مضافة عالية وجعلها قوة دافعة للفلاحة المغربية. وبالتالي، أصبح هذا المعرض نموذجا لهذا البرنامج، لأن تطوره المتسارع ( 555 000 زائر سنة 2006، مليون زائر سنة 2016  ) يحدث بالتوازي مع الاستثمارات الهامة للدولة في القطاع الفلاحي. يتم تمويل ورعاية المعرض الدولي للفلاحة بالمغرب من قبل وزارة الفلاحة والصيد البحري والمياه والغابات والقرض الفلاحي المغربي.
وهكذا، من بين العارضين، يمكننا أن نجد الإنتاجات المحلية التقليدية والتعاونيات والجمعيات وشركات الأغذية الزراعية المغربية الكبرى ومصنعي الآلات الزراعية والمربين وحيواناتهم، أو حتى البنوك الرئيسية وممثلي الدولة لدعم المشاريع الزراعية ماليا.
كما أصبح هذا المعرض، في غضون سنوات قليلة فقط، مركزًا دوليًا حقيقيًا. وفي الواقع، استقبل مركزها الدولي ممثلين من 66 دولة من جميع أنحاء العالم في عام 2017. وبذلك أصبح حدثا أساسيا في القطاع الزراعي الأفريقي ويرحب كل عام بالضيوف الكرام والممثلين الرئيسيين في الزراعة العالمية مثل منظمة الأغذية والزراعة، والاتحاد الأوروبي، والاتحاد الأفريقي، ومختلف المؤسسات الدولية العاملة في مجال الزراعة.

## التنظيم
المعرض الدولي للفلاحة بالمغرب هو حدث يقام كل عام لمدة 6 أيام في مكناس، المغرب. الأيام الثلاثة الأولى مخصصة للمحترفين، والأيام الثلاثة الأخرى مفتوحة لعامة الناس.
تبلغ مساحة المعرض 370,000 m2 .
ويدعو المعرض كل سنة إلى تكريم دولة ما ويختار موضوعا يعكس قضايا وتحديات الفلاحة المغربية والعالمية. وكانت دول مثل ألمانيا وإيطاليا والإمارات العربية المتحدة من بين الدول التي نالت هذا الشرف.
ينقسم المعرض إلى 10 أقطاب :
- قطب الجهات : ويدعونا هذا المركز، من خلال مناطقه الإدارية الـ12، إلى اكتشاف تنوع المنتجات والخبرات داخل المملكة المغربية. وهكذا، يتم تسليط الضوء على ما يلي لكل منطقة: الخصوصية الجغرافية المناخية، والسياسة الزراعية، والمنتجات المحلية، وحتى السياحة الزراعية. وهذا القطب هو الاختلاف الترابي لمخطط المغرب الأخضر.
- القطب الراعي : يجمع هذا المركز مختلف رعاة المعرض الدولي للفلاحة بالمغرب والقطاع الفلاحي في المغرب.
- القطب الدولي : يجمع هذا المركز ممثلي السفارات والشركات من مختلف البلدان.
- قطب التكاثر : يجمع هذا الجناح المغذيات والحيوانات الممثلة للتربية المغربية. وهو أيضًا مكان لمسابقات الحيوانات.
- قطب الطبيعة والحياة : يجمع هذا المكان كل ما يتعلق بالبيئة والبيئة. ولكن أيضًا الأنشطة الترفيهية في الهواء الطلق مثل صيد الأسماك والقنص.
- قطب المنتج : يجمع هذا التجمع الشركات الزراعية والصناعات الغذائية بالمغرب.
- القطب الإقليمي : يتيح لك هذا المركز اكتشاف التخصصات والمعرفة الخاصة بمناطق المملكة الـ12، وكذلك السياسات الزراعية المحددة لكل منطقة.
- قطب الإمدادات الزراعية : يهتم هذا المركز بكل ما يتعلق بالمدخلات والخدمات والآلات الزراعية الصغيرة.
- قطب الآلات : يعرض هذا المركز التطورات الجديدة في الآلات الزراعية.
- قطب المؤتمرات

يقدم المعرض مؤتمرات طوال فترة الحدث، بالإضافة إلى مساحات عمل عمل (b2b) التي تشجع على ظهور الشراكات وتوقيع الاتفاقيات.

### تطور أعداد العارضين والزوار

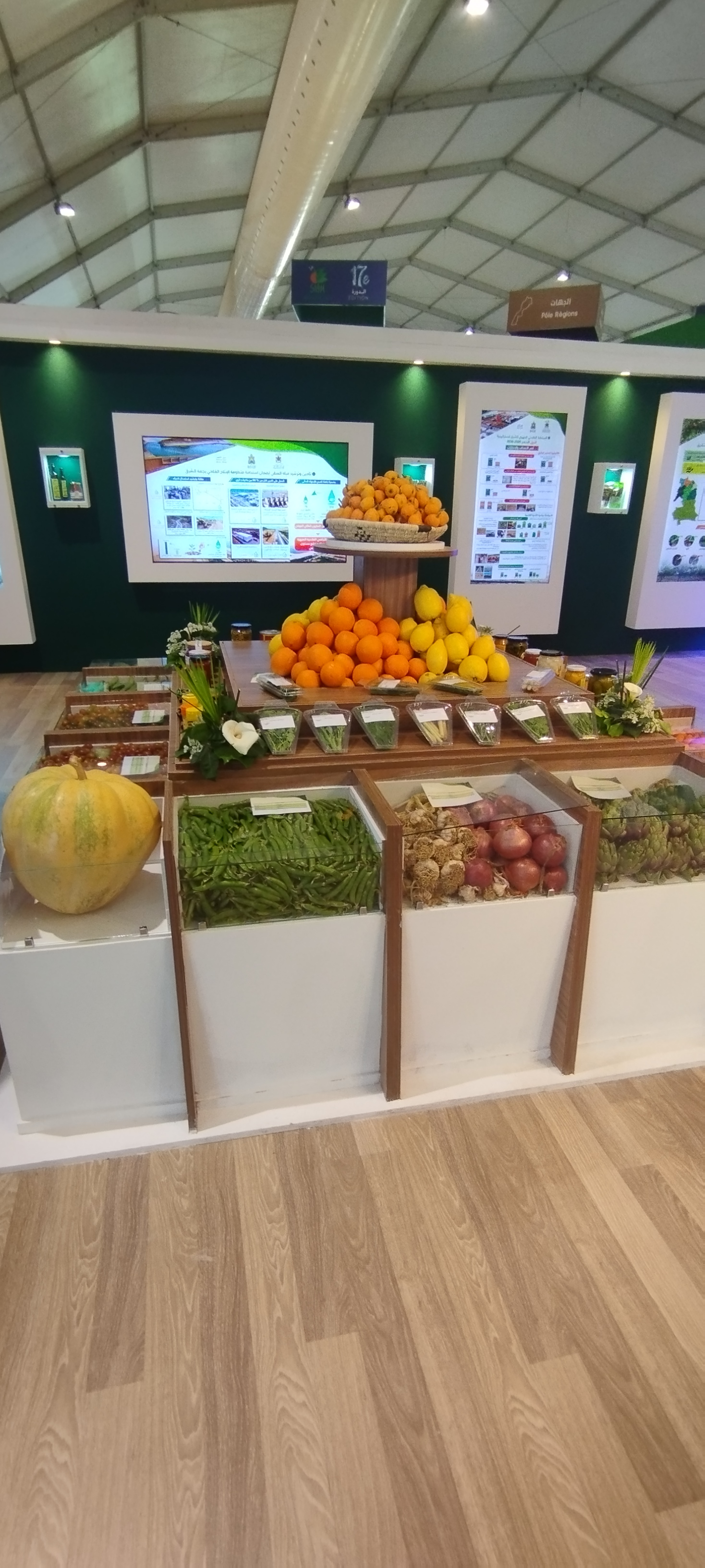

### تطور أعداد العارضين والزوار[5]
| السنة | العارضين | الزوار  |
| ----- | -------- | ------- |
| 2006  | 476      | 555000  |
| 2007  | 600      | 650000  |
| 2008  | 620      | 750000  |
| 2009  | 713      | 685000  |
| 2010  | 844      | 750000  |
| 2011  | 837      | 610000  |
| 2012  | 920      | 630000  |
| 2013  | 1060     | 720000  |
| 2014  | 1200     | 850000  |
| 2015  | 1090     | 817000  |
| 2016  | 1223     | 1000000 |
| 2017  | 1350     | 810000  |
| 2018  | 1711     | 1025000 |
| 2019  | 1365     | 850000  |
| 2023  | 1400     | 923000  |
| 2024  |          |         |

## المذكرات و المراجع
1. ↑  "La plus grande ferme d'Afrique - Maroc Hebdo International". www.maroc-hebdo.press.ma (بfr-FR). Archived from the original on 2020-09-25. Retrieved 2017-11-14.{{استشهاد ويب}}:  صيانة الاستشهاد: لغة غير مدعومة (link)
2. ↑  "Bilan SIAM 2017 – SIAM | Salon International de l'Agriculture au Maroc". www.salon-agriculture.ma (بfr-FR). Archived from the original on 2019-09-22. Retrieved 2017-11-14.{{استشهاد ويب}}:  صيانة الاستشهاد: لغة غير مدعومة (link)
3. ↑  "SIAM 2017, un grand étendard de l'Afrique". MAP Express (بfr-FR). Archived from the original on 2019-12-16. Retrieved 2017-11-14.{{استشهاد ويب}}:  صيانة الاستشهاد: لغة غير مدعومة (link)
4. ↑  "تنظيم الملتقى الدولي للفلاحة بالمغرب من 02 إلى 07 ماي 2023 بمكناس | Ministère de l'agriculture". www.agriculture.gov.ma. مؤرشف من الأصل في 2023-05-16. اطلع عليه بتاريخ 2024-02-01.
5. ↑  "Bilan SIAM 2023 - SIAM 16ème Édition | Salon International de l'Agriculture au Maroc" (بfr-FR). 5 Jan 2017. Archived from the original on 2024-02-01. Retrieved 2024-02-01.{{استشهاد ويب}}:  صيانة الاستشهاد: لغة غير مدعومة (link)